# Golfvorm
Wanneer de uitwijking van periodieke trillingen grafisch weergegeven zouden worden als functie van de tijd dan kan men de golfvorm van de trilling aflezen. Een golfvorm beschrijft hoe de uitwijking van één periode van een periodieke trilling verloopt in de tijd.
De basale golfvorm is de sinus. Door middel van fourieranalyse kan iedere andere golfvorm ontleed worden in een aantal sinussen met elk hun eigen frequentie, amplitude en fase. Iedere golfvorm heeft zijn eigen spectrale kenmerken. De sinus waarvan de frequentie even hoog is als van de golfvorm zelf wordt de grondtoon genoemd. 
Ondanks dat er willekeurig veel golfvormen mogelijk zijn, zijn er toch enkele basisgolfvormen die in de praktijk veel gehanteerd worden:

## Soorten golven

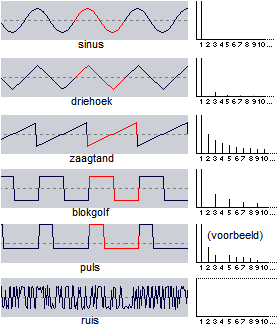
Verschillende golfvormen met hun spectrale eigenschappen.

### Sinus
Een sinusgolf is een golfverschijnsel in de vorm van een sinusoïde. Een sinusgolf bestaat - per definitie - slechts uit één harmonische die tevens de grondtoon is. Een geluid dat een sinus is, benadert de klank van de klinker 'oe'.

### Driehoeksgolf
Een driehoeksgolf is een golfverschijnsel in de vorm van een driehoek en is opgebouwd uit alle oneven harmonischen. De amplitude van de partialen zijn omgekeerd evenredig met het kwadraat van het nummer van de harmonische. Dus de eerste harmonische heeft amplitude 1, de derde harmonische heeft amplitude 1/(3²) enz.

### Zaagtand
Een zaagtand als golfverschijnsel heeft de vorm van een zaagtand. Alle harmonischen zijn aanwezig. De amplituden van de harmonischen zijn omgekeerd evenredig met het nummer van de harmonische. Dus de eerste harmonische heeft amplitude 1, de tweede harmonische heeft amplitude 0,5 enz. Strijkinstrumenten geven deze kenmerkende, prettig in het gehoor liggende klank.

### Blokgolf
Een blokgolf is een golfverschijnsel in de vorm van een blok. d.w.z. gedurende een halve periode met een constante waarde en gedurende de andere halve periode met de tegengestelde waarde. Een blokgolf bestaat uit alle oneven harmonischen en klinkt daarom hol. Het amplitudespectrum van de blokgolf bestaat uit de oneven harmonischen in dezelfde verhouding als bij de zaagtand. De eerste harmonische heeft amplitude 1, de derde harmonische heeft amplitude 1/3, de vijfde amplitude 1/5, etc. Het kenmerkende geluid van een overstuurde elektrische gitaar bestaat uit een blokgolf (een sinus wordt sterk versterkt en afgeplat).

### Puls
Een puls is golfvorm die slechts kortdurend positief is en verder nul. Iedere pulsbreedte kent zijn eigen spectrum. Het geluid van sommige blaasinstrumenten, zoals de klarinet, kunnen benaderd worden met een pulsvorm.

### Ruis
Ruis is een golfvorm zonder herkenbare structuur en daarmee zonder periodiek karakter en dus ook zonder een bepaalde toonhoogte. Alle mogelijke frequenties zijn in het spectrum aanwezig zonder voorkeur voor een bepaalde frequentie. Zie ook gekleurde ruis.